# La Mata (Soria)
La Mata es una localidad deshabitada de la provincia de Soria, partido judicial de Soria,  Comunidad Autónoma de Castilla y León, España. Pueblo de la comarca de  Tierras Altas que pertenece al municipio de Yanguas.
Para la administración eclesiástica de la Iglesia católica, forma parte de la Diócesis de Osma la cual, a su vez, pertenece a la Archidiócesis de Burgos.

## Despoblado
La localidad se despobló a finales de los años 60.

## Ubicación
Se encuentra en la carretera que une Yanguas con Diustes, en un desvío a la derecha, de una pista forestal sin asfaltar.